# La vita segreta delle donne (terza edizione)
La terza edizione della serie televisiva La vita segreta delle donne è stata trasmessa dall'emittente televisiva statunitense We TV nel 2007.
| nº | Titolo originale      | Titolo italiano | Prima TV USA | Prima TV Italia |
| -- | --------------------- | --------------- | ------------ | --------------- |
| 1  | Polygamy              | 8 maggio 2007   | -            | -               |
| 2  | Munchausen Moms       | 15 maggio 2007  | -            | -               |
| 3  | Black Widow Women     | 22 maggio 2007  | -            | -               |
| 4  | Phone Sex Operators   | 5 marzo 2007    | -            | -               |
| 5  | Lipstick Lesbians     | 5 giugno 2007   | -            | -               |
| 6  | Cougars               | 12 giugno 2007  | -            | -               |
| 7  | Sex For Sale          | 19 giugno 2007  | -            | -               |
| 8  | Cheaters              | 26 giugno 2007  | -            | -               |
| 9  | Obsessive Compulsives | 3 luglio 2007   | -            | -               |
| 10 | Shoplifters           | 10 luglio 2007  | -            | -               |